# Goniopora polyformis
Goniopora polyformis är en korallart som beskrevs av Zou 1980. Goniopora polyformis ingår i släktet Goniopora och familjen Poritidae. IUCN kategoriserar arten globalt som sårbar. Inga underarter finns listade i Catalogue of Life.